# Kladothrips
Kladothrips (лат.) — род насекомых из семейства Phlaeothripidae отряда трипсов (Thysanoptera). Проявляют элементы эусоциального поведения, сходного с муравьями и пчёлами.

## Распространение
Встречаются в Австралии.

## Описание
Мелкие насекомые (длина около 1 мм) с четырьмя бахромчатыми крыльями и немного сплющенным телом. Ротовой аппарат колюще-сосущего типа.

### Эусоциальность
Некоторые виды Kladothrips демонстрируют признаки эусоциального поведения.
У 6 видов рода (Kladothrips hamiltonii и другие) обнаружена эусоциальность. В ходе исследований выяснилось, что K. waterhousei, K. morrisi и K. hamiltoni являются относительно базальными для филогении этой клады и демонстрируют относительно низкую репродуктивную кастовую асимметрию, тогда как виды K. medius и K. habrus являются более эволюционно продвинутыми формами и демонстрируют высокую репродуктивную кастовую асимметрию.
Эта небольшая клада трипсов представляют собой одних из немногих в мире организмов за пределами перепончатокрылых жалящих насекомых (пчелы, осы и муравьи) и термитов, которые проявляют эусоциальность. Эусоциальные насекомые — это животные, которые создают большие многопоколенные кооперативные общества, которые помогают друг другу в воспитании молодняка, часто ценой жизни или репродуктивных способностей особи. Такой альтруизм объясняется тем, что эусоциальные насекомые выигрывают от отказа от репродуктивной способности многих особей, чтобы улучшить общую приспособленность близкородственного потомства. Чтобы животное считалось эусоциальным, оно должно удовлетворять трем критериям, определённым Э. Уилсоном. Первый критерий заключается в том, что у вида должно быть репродуктивное разделение труда. Галловые трипсы Kladothrips имеют отдельные касты репродуктивных макроптерных (полностью крылатых) самок, нескольких микроптерных репродуктивных самцов и множества микроптерных непродуктивных самок. Второй критерий требует, чтобы группа имела перекрывающиеся поколения. И это явление было обнаружено у этих трипсов. Наконец, трипсы Kladothrips участвуют в совместной заботе о потомстве с помощью солдат, которые защищают развивающихся личинок. Это последний критерий для подтверждения наличия эусоциальности.

### Социальная структура
Макропетрные оплодотворённые самки начинают формирование галла на филлодах дерева Acacia с помощью своих ротовых органов. Далее следует частая борьба между осемененными самками за владение формирующимся галлом. Самка-основательница откладывает яйца и питается филлодами, пока её расплод не выведется и вылупится из яиц. Сначала появляются микроптерные взрослые особи с перевесом самок над самцами в соотношении 4: 1. Макроптерные формы, когда они появляются, спариваются и расходятся из галла, хотя некоторые могут в течение короткого времени размножаться в следующем поколении в галле, где они родились.
Микроптерные особи вооружены большими колючими передними ногами для защиты от атакующих организмов. Эти особи, часто определяемые как солдаты, реагируют на разрывы в галле, собираясь у повреждения, ожидая и патрулируя область в течение некоторого времени, пока отверстие не закроется. Было показано, что при появлении Koptothrips (специализированный род клептопаразитических трипсов) и других разновидностей насекомых микроптерные галловые трипсы атакуют и часто убивают потенциального захватчика.
солдаты морфологически отличаются от других особей увеличенными передними бёдрами с шипиками, у них редуцированы крылья и усики. Эффективность солдат у разных видов различна. Например, солдаты трипсов Kladothrips intermedius и K. habrus также убивали клептопаразитов более эффективно, чем основательницы, а солдаты K. habrus проявляли большую склонность к нападению, чем основательницы. Менее выражено у K. waterhousei
У галлообразующих трипсов в процессе ухода за расплодом, по сути, произошла смена ролей. Молодые трипсы не беспомощны и могут немедленно начать обеспечивать себя и в определённой степени связанных с ними особей, в то время как взрослые солдаты заняты патрулированием галла для защиты от возможных вторжений. Таким образом, выводок заботится о взрослых.

## Классификация
Включает несколько десятков видов из подсемейства Phlaeothripinae. Род был впервые описан в 1906 году австралийским энтомологом Уолтером Уилсоном Фроггатом (1858—1937) по типовому виду Kladothrips rugosus Froggatt, 1906.
- Kladothrips acaciae (Moulton, 1968)[16]
  - =Grypothrips acaciae
- Kladothrips antennatus (Moulton, 1968)[16]
  - =Diplonychothrips antennatus
- Kladothrips arotrum (Mound, 1971)[14]
  - =Onychothrips arotrum
- Kladothrips augonsaxxos Moulton, 1927[17]
- Kladothrips ellobus Mound, 1971[14]
- Kladothrips habrus (Mound, 1971)[14]
  - =Oncothrips habrus
- Kladothrips hamiltoni Mound & Crespi, 1995[15]
- Kladothrips harpophyllae Mound, Crespi & Kranz, 1996[18]
- Kladothrips intermedius Bagnall, 1929[19]
- Kladothrips kinchega (Wills et al., 2004)[20]
  - = Oncothrips kinchega
- Kladothrips maslini Mound, Crespi & Kranz, 1996[18]
- Kladothrips morrisi Mound, Crespi & Kranz, 1996[18]
- Kladothrips nicolsoni McLeish, Chapman & Mound, 2006[21]
- Kladothrips pilbara Mound, Crespi & Kranz, 1996[18]
- Kladothrips rodwayi Hardy, 1915
- Kladothrips rugosus Froggatt, 1906[2]
- Kladothrips schwarzii Mound, Crespi & Kranz, 1996[18]
- Kladothrips sterni (Mound, Crespi & Kranz, 1996)[18]
  - =Oncothrips sterni
- Kladothrips tepperi (Uzel, 1905)[22]
  - =Phloeothrips tepperi Uzel, 1905
  - =Onychothrips hakeae Bagnall, 1929
- Kladothrips torus (Mound, Crespi & Kranz, 1996)[18]
  - =Oncothrips torus
- Kladothrips waterhousei (Mound & Crespi, 1995)[15]
  - = Oncothrips waterhousei
- Kladothrips xiphius Mound, Crespi & Kranz, 1996[18]
- Kladothrips yalgoo Crespi, Morris & Mound, 2004[23]
- Kladothrips zygus (Mound, Crespi & Kranz, 1996)[18]
  - =Onychothrips zygus